# 104ª Divisione d'assalto aereo delle guardie
La 104ª Divisione d'assalto aereo delle guardie (in russo 104-я гвардейская десантно-штурмовая дивизия?, 104-ja gvardejskaja desantno-šturmovaja divizija, unità militare 73612) è un'unità di fanteria aviotrasportata del VDV con base a Ul'janovsk.
Durante la riforma delle Forze armate russe del 1998 è stata ridimensionata nella 31ª Brigata d'assalto aereo delle guardie, prendendo parte in questa veste all'invasione russa dell'Ucraina del 2022, durante la quale nel 2023 è stata nuovamente elevata al rango di divisione.

## Storia

### Unione Sovietica
La divisione venne costituita il 23 dicembre 1943 come 11ª Divisione aviotrasportata delle guardie a partire dalla 1ª, 2ª e 11ª Brigata aviotrasportata delle guardie provenienti dalla Riserva del Comando Supremo dell'Armata Rossa. L'8 dicembre 1944 l'unità è stata riorganizzata come 104ª Divisione fucilieri delle guardie presso Sluck. Nel marzo del 1945 venne schierata nell'area di Budapest. Successivamente prese parte all'offensiva di Vienna, durante la quale conquistò Sankt Pölten, chiudendo così le vie d'accesso alla città di Vienna. Per questa azione venne insignita dell'Ordine di Kutuzov di II Classe il 26 aprile. Il 12 maggio la divisione raggiunse la Moldava, incontrandosi con le truppe statunitensi.
Dopo la fine della seconda guerra mondiale, il 7 giugno 1946 a Narva l'unità venne riorganizzata nella 104ª Divisione aviotrasportata delle guardie, prima di venire schierata a Ostrov nell'aprile 1947. Nel giugno 1960 fu trasferita a Kirovabad, nella RSS Azera. Elementi della divisione sono stati impiegati per ripristinare l'ordine durante il pogrom di Kirovabad nel 1988.

### Federazione Russa
In seguito allo scioglimento dell'Unione Sovietica, nell'agosto 1992 la divisione è stata trasferita presso l'attuale sede di Ul'janovsk. Fra il 1994 e il 1996 ha partecipato alla prima guerra cecena, dove conquistò la città di Argun. Il 1º maggio 1998 è stata ridimensionata, assumendo la denominazione di 31ª Brigata d'assalto aereo delle guardie. Fra il 1999 e il 2000 ha preso parte alla seconda guerra cecena, combattendo a Vedeno e Šatoy e subendo perdite pari a 30 soldati e 4 ufficiali. Nel 2008 la brigata è stata schierata in Abcasia, prendendo parte alla guerra russo-georgiana.
Elementi della brigata nel 2014 hanno preso parte all'invasione russa della Crimea, occupando il Parlamento della Crimea il 26 febbraio travestiti da militari della Berkut. Nell'estate del 2014 la brigata ha costituito il gruppo tattico di battaglione, che è stato impiegato sul territorio dell'Ucraina a partire dall'11 agosto durante la guerra del Donbass. Ha quindi partecipato alla battaglia di Ilovajs'k, durante la quale alcuni prigionieri della 31ª Brigata aviotrasportata e della 6ª Brigata corazzata sarebbero dovuti essere rilasciati in cambio della possibilità per le forze ucraine di deporre le armi e lasciare l'accerchiamento. In seguito l'esercito russo ha violato l'accordo e aperto il fuoco sulle truppe ucraine in ritirata, uccidendo anche i paracadutisti russi catturati.

#### Guerra russo-ucraina
A partire dal 24 febbraio 2022 la brigata è stata impiegata nell'invasione russa dell'Ucraina, prendendo parte all'offensiva su Kiev dalla Bielorussia e subendo gravi perdite durante l'assalto aviotrasportato all'aeroporto di Hostomel' nei primi giorni di guerra. Durante i combattimenti presso Hostomel' e Irpin' il 3 e il 5 marzo sono stati uccisi in azione un vice comandante della brigata, un comandante di battaglione e un vice comandante di battaglione, maggiori Jurij Žogolev, Aleksej Okosin e Insur Kin'jakaev. Il comandante della brigata, colonnello Sergej Karasev, è stato successivamente accusato dalla procura ucraina dell'assassinio di civili disarmati durante l'occupazione di Irpin'.
Dopo la ritirata delle forze russe dalla regione di Kiev i resti della brigata sono stati trasferiti nell'Ucraina orientale, venendo inizialmente schierati a Izjum, dove il 23 marzo ha perso la vita il comandante del 2º Battaglione, maggiore Denis Jagidarov. Successivamente l'unità ha partecipato alla battaglia di Sjevjerodonec'k dove il comandante della 1ª Compagnia e vice comandante del 2º Battaglione, maggiore Aleksandr Šiškov, è morto in combattimento. A causa dei duri combattimenti, secondo fonti ucraine al 1º settembre la brigata era rimasta con meno del 20% dell'organico. A ottobre è stata trasferita nella regione di Cherson, dove ha cercato di contrastare la controffensiva nell'Ucraina meridionale prima di ritirarsi sulla sponda sinistra del Dnepr l'11 novembre insieme al resto delle forze russe.
Durante l'inverno del 2023 la brigata è rimasta di stanza nell'area di Kreminna, venendo impiegata come riserva durante gli assalti in direzione di Lyman. A partire da maggio ha preso parte alla fase finale della battaglia di Bachmut, continuando a combattere nel settore anche nei mesi successivi alla caduta della città. Il 10 giugno 2023 un vice comandante e commissario politico di battaglione, maggiore Aleksandr Perinskij, è stato ucciso da colpi di artiglieria vicino alla città di Bachmut. Il 17 settembre un bombardamento ucraino al posto di comando della brigata ne ha ucciso il nuovo comandante, colonnello Andrej Kondraškin.
A ottobre 2023 la brigata è stata espansa, ricostituendo la 104ª Divisione d'assalto aereo delle guardie. La divisione è entrata in azione a partire da novembre, venendo impiegata nella regione di Cherson. Qui ha subito pesanti perdite nel tentativo di eliminare la testa di ponte conquistata dai marines ucraini nel villaggio di Krykny, sulla sponda meridionale del Dnepr. Il 6 gennaio 2024 è stato ucciso dall'artiglieria ucraina nei pressi di Kozači Laheri il colonnello Arman Ospanov, capo del servizio corazzato del quartier generale del VDV, mentre si trovava in prima linea per coordinare l'evacuazione dei reparti della divisione. Il 14 gennaio 2024 un attacco missilistico dei sistemi HIMARS ucraini ha ucciso il comandante del 2º Reggimento missilistico contraereo, tenente colonnello Ruslan Anatov. Il 21 febbraio un altro attacco missilistico ha colpito un campo di addestramento presso Podo-Kalynivka, uccidendo 36 militari del 328º Reggimento della divisione, tra cui il vice comandante, maggiore Denis Kokšarov, e ferendone altri 28. Il 24 giugno il 345º Reggimento è stato intitolato al colonnello generale Valerij Vostrotin. Il 16 aprile 2025 il 328º e il 337º Reggimento della divisione sono stati promossi a unità delle guardie per decreto del Presidente della Federazione Russa.

## Struttura
- Comando di divisione
- 328º Reggimento d'assalto aereo delle guardie (unità militare 01011)[46]
  - 1º Battaglione paracadutisti
  - 2º Battaglione d'assalto aereo
  - 3º Battaglione d'assalto aereo
  - Battaglione artiglieria (2S9 Nona-S e 2S31 Vena)
  - Unità di supporto
- 337º Reggimento d'assalto aereo delle guardie (unità militare 51854)[47]
  - 1º Battaglione paracadutisti
  - 2º Battaglione d'assalto aereo
  - 3º Battaglione d'assalto aereo
  - Battaglione artiglieria (2S9 Nona-S e 2S31 Vena)
  - Unità di supporto
- 345º Reggimento d'assalto aereo "Eroe dell'Unione Sovietica colonnello generale V. A. Vostrotin" (unità militare 33702)[48]
  - 1º Battaglione paracadutisti
  - 2º Battaglione d'assalto aereo
  - 3º Battaglione d'assalto aereo
  - Battaglione artiglieria (2S9 Nona-S e 2S31 Vena)
  - Unità di supporto
- 134º Battaglione corazzato (unità militare 34253)
- 1180º Reggimento artiglieria (unità militare 02364)
  - Battaglione artiglieria campale
  - Battaglione artiglieria semovente
  - Battaglione artiglieria controcarri
  - Unità di supporto
- 2º Reggimento missilistico contraereo (unità militare 55256)
- 154º Battaglione ricognizione (unità militare 12021)
- 132º Battaglione genio (unità militare 13063)
- 720º Battaglione comunicazioni (unità militare 74903)
- 24º Battaglione manutenzione (unità militare 16559)
- 1684º Battaglione logistico (unità militare 36111)
- 180º Battaglione medico (unità militare 77003)
- Compagnia guerra elettronica
- Compagnia comando
- Compagnia UAV

## Comandanti

### Unione Sovietica
- Maggior generale Vasilij Ivanov (1943 - 1944)
- Maggior generale Aleksej Redčenko (1945)
- Maggior generale Ivan Serëgin (1945 - 1946)
- Maggior generale Nikolaj Tavartikladze (1946 - 1949)
- Colonnello Aleksandr Starcev (1949 - 1950)
- Maggior generale Pëtr Chvorostenko (1950 - 1954)
- Maggior generale Aleksej Rudakov (1954 - 1955)
- Maggior generale Fëdor Drasniščev (1955 - 1961)
- Maggior generale Ivan Sineokij (1961 - 1963)
- Colonnello Jurij Potapov (1963 - 1964)
- Maggior generale Nikolaj Gus'kov (1964 - 1967)
- Maggior generale Anatolij Spirin (1968 - 1975)
- Maggior generale Aleksandr Chomenko (1975 - 1981)
- Maggior generale Nikolaj Serdjukov (1981 - 1984)
- Maggior generale Evgenij Semënov (1984 - 1987)
- Maggior generale Viktor Sorokin (1987 - 1989)
- Maggior generale Valerij Ščerbak (1989 - 1993)

### Federazione Russa
- Maggior generale Vadim Orlov (1993 - 2000)
- Colonnello Sergej Kapustin (2000 - 2001)
- Colonnello Nikolaj Nikul'nikov (2001 - 2005)
- Colonnello Vladimir Kočetkov (2005 - 2007)
- Colonnello Sergej Volyk (2007 - 2008)
- Colonnello Aleksej Ragozin (2008 - 2010)
- Colonnello Dmitrij Glušenkov (2010 - 2012)
- Colonnello Gennadij Anaškin (agosto 2012 - luglio 2014)[49]
- Colonnello Dmitrij Ovčarov (luglio 2014 - agosto 2017)[50][51]
- Colonnello Andrej Stjesev (agosto 2014 - giugno 2019)[52]
- Colonnello Viktor Gunaza (giugno 2019 - ottobre 2020)[53]
- Colonnello Vladimir Selivërstov (ottobre 2020 - luglio 2021)[54]
- Colonnello Sergej Karasev (luglio 2021 - marzo 2022)[23]
- Colonnello Andrej Kondraškin (marzo 2022 - settembre 2023) †[34]
- Colonnello Anton Percev (2025 - in carica) ad interim[55]